# Agumkakrine
Agumkakrine (o Agum-Kakrine) va ser un suposat rei de Babilònia ("rei dels cassites i dels acadis") que no és esmentat a la Llista dels reis de Babilònia però apareix en un document hitita com el rei que va aconseguir (segurament per un tractat), el retorn de l'estàtua del deu babiloni Marduk, que era a territori hitita des de potser el 1594 aC, quan Mursilis I va saquejar Babilònia.
Probablement hi ha una confusió, i es tractaria del rei anomenat a la Llista amb el nom d'Agum (Agum II), ja que Agumkakrine hauria regnat en temps d'Hantilis I (entre els anys 1590-1560 aC), cosa que coincideix amb Agum II que regnava cap al 1570 aC.